# Acromia guptai
Acromia guptai är en stekelart som beskrevs av Wang 2001. Acromia guptai ingår i släktet Acromia och familjen brokparasitsteklar. Inga underarter finns listade i Catalogue of Life.